# Ернст Кюль
Ернст Кюль (нім. Ernst Kühl; 18 березня 1888, Бреслау — 2 лютого 1972, Мюнхен) — німецький військовий пілот, доктор права, оберст резерву люфтваффе (1942). Кавалер Лицарського хреста Залізного хреста з дубовим листям.

## Біографія
Учасник Першої світової війни. Після демобілізації армії повернувся на державну службу. 1 травня 1933 року вступив в НСДАП. В 1935 році зарахований в резерв люфтваффе. З початком Другої світової війни зарахований в 55-ту бомбардувальну ескадру. Учасник Польської і Французької кампаній, а також битви за Британію. З 1940 року — начальник оперативного відділу штабу своєї ескадри. З 31 березня 1941 року — командир 2-ї групи своєї ескадри. Учасник Німецько-радянської війни. У ніч на 22 липня 1941 року бомбардувальники, очолювані Кюлем, здійснили бомбардування Кремля. Учасник боїв в районі Києва, Житомира, Кіровограда, Харкова, Міуса і Ростова-на-Дону. У листопаді 1941 року групу перекинули у Францію, проте у квітні 1942 року повернули на Східний фронт. З 27 серпня 1942 року — командир своєї ескадри. Учасник Сталінградської битви, в листопаді 1942 року призначений 1-м керівником транспортної авіації (одночасно залишався командиром ескадри) і очолив постачання оточених у Сталінграді військ. З 8 серпня 1943 року — авіаційний командир «Північний Схід» зі штаб-квартирою в Кіркенесі. У листопаді-грудні 1944 року — авіаційний командир 5 зі штаб-квартирою в Тронгеймі. З 19 грудня 1944 по 31 січня 1945 року — командир 5-ї авіаційної дивізії. У травні 1945 року взятий у полон британськими військами. У вересні 1947 року звільнений. Працював експертом уряду ФРН, очолював Мюнхенський аероклуб. З 1955 року — член Комісії з підбору командних кадрів для бундесверу.

## Нагороди
- Залізний хрест 2-го і 1-го класу
- Почесний хрест ветерана війни з мечами
- Нагрудний знак пілота (1935)
- Застібка до Залізного хреста 2-го і 1-го класу
- Нагрудний знак «За поранення» в чорному
- Почесний Кубок Люфтваффе (20 грудня 1940)
- Авіаційна планка бомбардувальника в золоті з підвіскою
- Німецький хрест в золоті (21 серпня 1942)
- Лицарський хрест Залізного хреста з дубовим листям
  - лицарський хрест (17 жовтня 1942)
  - дубове листя (№356; 18 грудня 1943)
- Двічі відзначений у Вермахтберіхт (11 квітня і 21 червня 1944)
- Орден «За заслуги перед Федеративною Республікою Німеччина», командорський хрест